# Thành phố Hồ Chí Minh (HQ-183)
Thành phố Hồ Chí Minh (HQ-183) là tàu ngầm lớp Kilo chạy điện-diesel loại 636 Varshavyanka do Nga chế tạo. Đây là chiếc thứ hai trong số sáu tàu ngầm lớp Kilo mà Việt Nam đặt mua 2009. Tàu thuộc biên chế của Lữ đoàn Tàu ngầm 189, Quân chủng Hải quân Việt Nam. Cảng nhà tại Cam Ranh.

## Đóng tàu
Trong chuyến thăm của Thủ tướng Việt Nam Nguyễn Tấn Dũng đến Liên bang Nga vào tháng 12 năm 2009, Việt Nam đã đặt mua 6 chiếc tàu ngầm lớp 636 Varshavyanka (NATO gọi là Kilo), bao gồm cả việc huấn luyện thủy thủ đoàn cùng trang thiết bị và vũ khí.
Tàu được khởi đóng tại Nhà máy đóng tàu Admiralty và lễ hạ thủy chính thức cũng tại nhà máy đóng tàu Admiraltei Verfi, thành phố Sankt-Peterburg, phía bắc Nga.

## Bàn giao
Tàu đã được bàn giao và lên tàu hàng Rolldock Star (của Hà Lan) để về Việt Nam. Tàu đi từ Biển Baltic ra Đại Tây Dương, vòng qua châu Phi xuống Mũi Hảo Vọng để tới Ấn Độ Dương và khác với hành trình của tàu HQ-182, tàu đi qua Eo biển Sunda thay vì Eo biển Malacca. Do ảnh hưởng từ việc mở rộng tìm kiếm máy bay 370 của Malaysia Airlines tại Eo biển Malacca.
Ngày 3 tháng 4 năm 2014, lễ thượng cờ tàu HQ-183 cùng với HQ-182 được tổ chức tại Cảng Cam Ranh với sự tham dự của Thủ tướng Việt Nam Nguyễn Tấn Dũng.